# Alan Hodgkin
Alan Lloyd Hodgkin (Banbury, 5 de fevereiro de 1914 — Cambridge, 20 de dezembro de 1998) foi um fisiologista e biofísico britânico.
Foi agraciado com o Nobel de Fisiologia ou Medicina de 1963 pela descoberta do potencial de ação das terminações nervosas.

## Formação
Hodgkin era filho de George Hodgkin e Mary Hodgkin. Iniciou sua pesquisas em Trinity, Cambridge, primeiro como estudante e depois já como professor. Em 1937 foi convidado para trabalhar no Instituto Rockefeller, em Nova Iorque, onde obteve aprendizado para dissecar neurônios de grandes moluscos, imprescindível para suas pesquisas futuras. Suas pesquisas foram interrompidas no período da Segunda Guerra Mundial, período em que trabalhou na área médica da aviação e depois por toda a Inglaterra com sistema de radares centimétricos. Após a guerra retornou para Cambridge, desta vez como professor, e deu prosseguimento à pesquisa.

## Pesquisa
Em 1947 no laboratório de Marine, em Plymouth, iniciou sua pesquisa com fibras nervosas gigantes (eletrofisiologia), pois somente com estas conseguia dar continuidade a sua pesquisa, já que outras fibras nervosas eram menores e não se podia analisar o impulso elétrico. Em 1952 publicou sua teoria conjuntamente com Andrew Fielding Huxley baseada no potencial de ação dos nervos, e em 1963 recebeu o Nobel de Fisiologia ou Medicina, conjuntamente com Huxley e John Carew Eccles, por sua citação de sinapses. Nesta época levantaram a hipótese de canais iônicos em terminações nervosas, confirmada somente em 1991 por Erwin Neher e Bert Sakmann.

## Colaboração para a física aplicada ao corpo humano
Nas células os sinais são transportados por pequenas correntes elétricas e por substâncias químicas. Hodgkin iniciou seus estudos, sobre o sistema nervoso e como ocorria o transporte de energia nele, no final da década de 30. Limitado pela tecnologia e instrumentação de sua época a maioria de seus experimentos foram realizados num axônio gigante de uma espécie de lula, no qual seu grande tamanho possibilitava as medidas de corrente elétrica. Hodgkin e Huxley passaram os anos de 1947, 1948 e 1949 realizando medições e coletas de dados entendendo como funcionava os potenciais de ação e repouso dentro do axônio gigante. Com estes dados eles conseguiram evidências de que a permeabilidade da membrana da célula neural aumentou para o sódio durante o potencial de ação, permitindo que os íons de sódio se difundissem para dentro da célula. Isso resultou na publicação de cinco artigos no The Journal of Physiology o qual descreve o que ficou conhecido como o Modelo Hodgkin-Huxley do potencial de ação e que eventualmente lhes renderam o prémio Nobel de Fisiologia ou Medicina.
Sob condições normais, a geração de um potencial de ação é efetivada por uma despolarização da membrana, o que leva a um aumento da condutância de membrana ao sódio e a um aumento consequente do movimento do sódio para dentro da célula. Se o influxo de sódio for suficiente para contrabalançar os efeitos do movimento de íons de potássio para fora, isso levará a uma nova despolarização da membrana além do seu limiar, e mesmo a uma quantidade maior de despolarização (o ciclo de Hodgkin). A inativação da condutância do sódio, conjugada com a manutenção da elevação da condutância de potássio devido ao estado despolarizado da membrana, resulta no retorno do potencial de membrana ao seu valor de repouso. Sob condições de baixa concentração de cálcio extracelular, os valores relativos das condutâncias de sódio e potássio são alterados com relação ao potencial de membrana de tal maneira que leva à iniciação espontânea do ciclo de Hodgkin e à geração repetitiva dos potenciais de ação. As técnicas desenvolvidas por Hodgkin e Huxley foram empregadas em muitos outros sistemas para estudar os mecanismos da ritmogênese.[carece de fontes?]
Hodgkin e Huxley  confirmaram que o potencial de ação (PA), pode chegar no meio intracelular (MIC), a uma amplitude de aproximadamente 40 mV (milivolt) e regularam os canais iônicos existentes na membrana das células como voltagem-dependentes. Essa regulagem foi grandemente utilizada em diversos estudos seguintes, como por exemplo em fibras mielinizadas de sapos.

## Títulos honorários
- Presidente da Real Sociedade de 1970 a 1975
- Diretor de Trinity College, Cambridge de 1978 a 1984
- Presidente da Universidade de Leicester de 1971 a 1984

## Distinções
- Doutoramento Honoris Causa pela Universidade de Salamanca (1984)[10]

## Publicações
- Hodgkin, A.L. and Huxley, A.F., and Katz, B (1952) Measurement of current-voltage relations in the membrane of the giant axon of Loligo. (3.2MB) Journal of Physiology, 116: 424-448.
- Hodgkin, A.L. and Huxley, A.F. (1952) Currents carried by sodium and potassium ions through the membrane of the giant axon of Loligo. (3.4MB) Journal of Physiology, 116: 449-472.
- Hodgkin, A.L. and Huxley, A.F. (1952) The components of membrane conductance in the giant axon of Loligo. (6.9MB) Journal of Physiology, 116: 473-496.Journal of Physiology, 116: 473-496.
- Hodgkin, A.L. and Huxley, A.F. (1952) The dual effect of membrane potential on sodium conductance in the giant axon of Loligo. (2.6MB) Journal of Physiology, 116: 497-506.
- Hodgkin, A.L. and Huxley, A.F. (1952) A quantitative description of membrane current and its application to conduction and excitation in nerve. (12.8MB) Journal of Physiology, 117(4): 500-544.